# K’Zell Wesson
K’Zell Ray Wesson (* 24. Juni 1977 in Portland, Oregon) ist ein US-amerikanischer Basketballspieler. Wessons größter Erfolg als Spieler war die deutsche Meisterschaft 2007 mit den Brose Baskets aus Bamberg und der Sieg im französischen Pokalwettbewerb 2005 mit BCM Gravelines. In seiner wechselhaften Karriere spielte Wessons zu Beginn in „Minor Leagues“ in seinem Heimatland und längere Zeit in Frankreich, Griechenland und der Türkei. Obwohl nur wenig mehr als zwei Meter an Körpergröße messend war die besondere Stärke des athletischen und kräftigen Spielers der Rebound, weshalb er im Frontcourt auch gegen deutlich längere Spieler eingesetzt wurde. Nachdem Wesson längere Zeit für verschiedene Vereine in der Türkei gespielt hatte, spielt er in der Saison 2013/14 für den kosovarischen Vizemeister Sigal Prishtina, der auch in der supranationalen Balkan International Basketball League spielt.

## Karriere

### Colleges (1995 bis 1999)
Bereits als Student war Wesson relativ unstet. Nach einer Spielzeit für die Bulldogs der South Carolina State University, mit denen er das Meisterschaftsturnier 1996 der Mid-Eastern Athletic Conference gewann und eine deutliche Erstrundenniederlage bei der landesweiten NCAA-Endrunde gegen die Jayhawks der University of Kansas kassierte, ging er zunächst zurück an das Junior College „USU-College of Eastern Utah“ in Price (Utah), die eine Hochschulmannschaft Golden Eagles in der National Junior Collegiate Athletic Association haben. Nach diesem Jahr ging er dann an die La Salle University in Philadelphia an der Ostküste, wo er für die Hochschulmannschaft Explorers erneut in der NCAA Division I spielte. Die Explorers, damals erst seit kurzer Zeit in der Atlantic 10 Conference (A-10), konnten weder in ihrer Conference etwas erreichen, noch sich für eine NCAA-Endrunde qualifizieren.

### Minor Leagues USA (1999 bis 2001)
Anschließend spielte Wesson im Sommer 1999 in der Sommerliga United States Basketball League für die Seagulls aus Atlantic City (New Jersey), um sich auf diese Weise für einen Vertrag in einer besser dotierten US-Profiliga zu empfehlen. In der Saison 1999/2000 reichte es nur zu einem Engagement bei den Trenton Shooting Stars in der neu gegründeten IBL, die bereits knapp zwei Jahre später in der wieder gegründeten CBA aufgehen sollte. Nach einem weiteren Engagement bei den Seagulls im Sommer 2000 spielte Wesson in der Saison 2000/01 erstmals in Europa, bevor er im Sommer 2001 erneut bei den Seagulls sowie bei den Cocodrilos aus dem venezolanischen Caracas spielte. Anschließend konzentrierte er in der Folge seine Karriere auf Europa.

### Beginn in Europa (2000 bis 2006)
Nachdem Wesson bereits in der Saison 2000/01 für Liganeuling Büyük Kolej aus Ankara in der Türkiye Basketbol Ligi  (TBL) spielte und mit dem Verein als Neunter der Hauptrunde in der Qualifikationsrunde der Meisterschafts-Play-offs aus geschieden war, erhielt er für die Saison 2001/02 einen Vertrag im französischen Cholet. Dort konnte er als Empfehlung ein Double-Double im Durchschnitt bei Punkten und Rebounds aus der TBL 2000/01 mitbringen. In der LNB Pro A erreichte man den dritten Platz nach der Hauptrunde und verlor die Play-off-Halbfinalserie gegen den späteren Meister ASVEL. Während sein Mannschaftskamerad Tony Dorsey den Verein verließ, blieb Wesson auch die folgende Saison in Cholet. Dies sollte in der Folge das einzige Mal sein, dass er mehr als eine Spielzeit bei einem Verein blieb. Als Tabellenfünfter schied man in der ersten Play-off-Runde gegen BCM Gravelines aus. Wesson wechselte als bester Rebounder der Pro A 2002/03 mit einem Double-Double im Durchschnitt ins italienische Roseto degli Abruzzi. Roseto verpasste jedoch in der Lega Basket Serie A eine erneute Play-off-Platzierung ebenso wie Wesson nur knapp mit 14,9 Punkten und 9,5 Rebounds ein Double-Double im Durchschnitt verpasste. Anschließend kehrte er nach Frankreich zurück und spielte in der Saison 2004/05 für den Vizemeister BCM Gravelines am Ärmelkanal. Gravelines gewann zwar mit dem französischen Pokalwettbewerb seinen ersten nationalen Titel, schied aber als Tabellenneunter in der Play-off-Qualifikationsrunde um die Meisterschaft früh aus. Wesson erzielte erneut ein Double-Double im Schnitt und war ein weiteres Mal bester Rebounder der französischen Liga. Für die darauffolgende Spielzeit 2005/06 wechselte er zum Meister IG Basket aus Straßburg, die jedoch ihren Titelerfolg nicht wiederholen konnten und in der Play-off-Halbfinalserie als Titelverteidiger ausschieden. In der Vorrunde der EuroLeague 2005/06 schied man nach nur drei Siegen in 14 Spielen vorzeitig aus, nachdem man im höchsten europäischen Vereinswettbewerb unter anderem zweimal gegen den deutschen Meister GHP Bamberg verloren hatte.

### Deutschland und Griechenland (2006 bis 2008)
Für die Spielzeit 2006/07 erhielt Wesson einen Vertrag in der deutschen Basketball-Bundesliga bei den Brose Baskets, so der neue Name von GHP Bamberg, die zuvor ihren Titel hatten nicht verteidigen können. In der Basketball-Bundesliga 2006/07 blieb man jedoch als Tabellendritter der Hauptrunde in den Meisterschafts-Play-offs am Ende siegreich und holte die zweite Meisterschaft nach Bamberg. Nach einer Verletzung an der Bandscheibe konnte Wesson nicht wie gewohnt agieren und musste einige Spiele aussetzen, so dass er über die Saison weder bei Punkten noch bei Rebounds einen zweistelligen Durchschnittswert erreichte. In der Halbfinal- und in der Finalserie der Play-offs erzielte er im Schnitt jedoch wieder mehr als zehn Rebounds. Wesson verließ jedoch erneut den Verein und ging nach Griechenland zu AEK aus der Hauptstadt Athen in der A1 Ethniki. Mit diesem Verein kehrte er in die Play-offs um die griechische Meisterschaft zurück, in denen man in der ersten Runde Olympiakos Piräus unterlag. Anschließend schloss er sich PAOK aus Thessaloniki an, die er jedoch nach Saisonbeginn 2008/09 vorzeitig verließ.

### Karriereende in der Türkei (seit 2009)
Für den Rest der Spielzeit 2008/09 kehrte Wesson in die Türkei zurück, wo er seine Europakarriere im Jahr 2000 begonnen hatte. Mit Beşiktaş Cola Turka aus Istanbul schied er jedoch in der ersten Play-off-Runde gegen Lokalrivale Galatasaray Café Crown aus. Für die Saison 2009/10 ging er dann nach Izmir zu Pınar Karşıyaka, die jedoch am Saisonende ebenfalls in der ersten Play-off-Runde ausschieden. In der Saison 2010/11 spielte er dann für Türk Telekom in Ankara, die jedoch die Play-offs verpassten, obwohl Wesson mit über neun Rebounds im Schnitt erstmals wieder nahe einem Double-Double pro Spiel war. In der darauffolgenden Saison reichte es mit der Mannschaft aus Erdemir ebenfalls nicht mehr zu einem Einzug in die Play-offs um die Meisterschaft. Anschließend bekam Wesson keinen Vertrag mehr in der höchsten Spielklasse und er spielte in der Saison 2012/13 in der zweiten Liga für Başkent Gençlik aus der Hauptstadt Ankara. Für die Saison 2013/14 wechselte er in den Kosovo zum Vizemeister KB Sigal Prishtina Priština. Zum Saisonende wechselte Wesson wieder in die zweite türkische Liga zum Klub Pertevniyal aus Istanbul, bevor er in der folgenden Saison 2014/15 für den Universitätssportklub Orkide Gediz aus Izmir aktiv war.